# Nor Yedesia
Nor Yedesia là một đô thị thuộc tỉnh Aragatsotn, Armenia. Dân số ước tính năm 2011 là 1210 người.